# Коллективизация за пределами СССР
Коллективиза́ция — политика объединения единоличных крестьянских хозяйств в коллективные. Кроме СССР, она была распространена почти во всех коммунистических государствах. В разных странах она по-разному повлияла на жизнь крестьян.

## Румыния

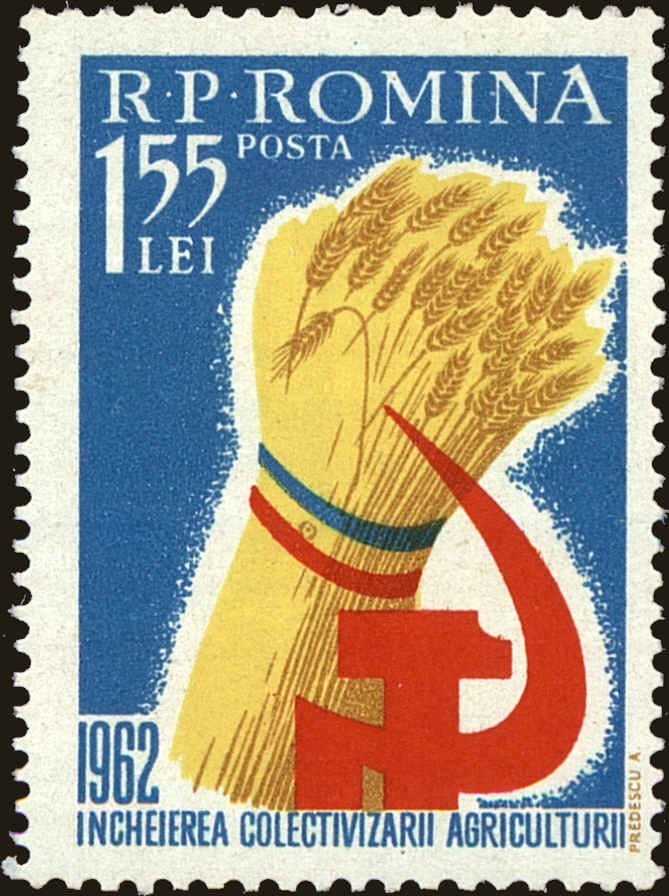
Почтовая марка Румынии 1962 года, выпущенная в ознаменование окончания коллективизации сельского хозяйства

В Румынии коллективизация проходила с 1949 по 1962 годы. Хотя технологически сельское хозяйство в Румынии было отсталым, оно было основным экономическим занятием в Румынии сразу после Второй мировой войны. До войны румынская аграрная реформа 1921 года привела к особому разделению земли: в среднем по 4 га на семью. 23 марта 1945 года для принятия новой аграрной реформы были проведены ещё одни выборы. Благодаря этой реформе 1 057 674 га земли принадлежали 796 129 семьям. В 1948 году крестьяне составляли около 75 % населения страны.
Процесс коллективизации начался бурно в марте 1949 года указом 84 от 2 марта 1949 года об коллективизации собственности площадью более 50 га. Деревни, выбранные для первой части коллективизации, были наиболее пострадавшими от войны и последовавшими за этим тяжёлыми временами. Главным занятием властей был уговор крестьян принять решение государства. Другие деревни, коллективизированные на первом этапе, были теми, в которых появились антикоммунистические движения (это деревни Марамуреш и Добруджа), где коммунистическая власть использовала коллективизацию как средство репрессий. Процесс коллективизации в Румынии проходил жестоко. В 1962 году в Румынии в коллективные были объединены все единоличные хозяйства. В честь этого события была выпущена медаль.

## Венгерская Народная Республика
В Венгрии к коллективизации сельского хозяйства приступили в 1948 году. К середине 1953 года было коллективизировано 26% пахотной земли, и создано свыше 5 000 сельскохозяйственных кооперативов. Кооперативы должны были осуществлять обязательные поставки продовольствия государству по заниженным ценам. В 1953—1955 годов при правительстве Имре Надя около 2000 принудительно созданных кооперативов было распущено, были повышены закупочные цены на сельхозпродукцию.
В 1957 году были отменены обязательные нормы посева зерновых и система обязательных поставок зерна государству была заменена системой закупок по контрактации. Членов кооперативов мотивировали заниматься сельским хозяйством на своих приусадебных участках, приусадебные участки стали давать около 40% всей продукции кооперативов. В 1959-60 годах число членов сельскохозяйственных кооперативов увеличилось на 380 тыс. человек. К 1961 году 85% всей пахотной земли принадлежало коллективным хозяйствам; если в 1949 году было 1 600 000 крестьян-единоличников, то в 1962 году их осталось лишь 145 000. Материальное стимулирование кооператоров с помощью повышения закупочных цен на сельхозпродукцию в 1966-1970 годах привело к росту урожайности. При этом 50% сбора яблок в стране, 95% редиса, 50% свинины давали приусадебные хозяйства членов кооперативов.

## Чехословакия
Аграрная реформа после Второй мировой войны объединила большую часть сельхозугодий среди крестьян и создала широкую зону коллективизации, хотя следует сказать, что в бедных деревнях все еще были единоличные хозяйства. Эти деревни не оказали никакой поддержки идеям коммунизма. После прихода к власти коммунистов в 1948 году процесс коллективизации начался с помощью силовых мер. Самые упрямые крестьяне были арестованы и заключены в тюрьму. Наиболее распространенной формой коллективизации были объединённые земледельческие кооперативы (Jednotné Zemedelské Druzstvo, JZD).
В период коллективизации многие земледельческие кооперативы распадались, но затем были восстановлены. После Бархатной Революции в 1989 году процент земледельческих кооперативов резко упал (до 3 %). Вскоре коллективизация была прекращена полностью.

## ГДР
В ГДР коллективизация в сельском хозяйстве началась в 1952 году с основания первых сельскохозяйственных производственных кооперативов. После того, как последние 400 000 фермеров были принуждены к коллективизации в течение трех месяцев «социалистической весны» в 1960 году (за несколькими исключениями, такими как ферма в Мариенхёе), коллективизация 31 мая 1960 года считалась завершенной. За этот период 200 фермеров совершили самоубийство, 15 500 человек бежали в Западную Германию. В Кирице в апреле 2010 года был поставлен мемориал жертвам коллективизации, к её 50-летию. На мемориале имеется надпись: «Мы едины, но мы ничто».
Всего в ГДР было создано 19 345 сельскохозяйственных кооперативов, которые занимали 83,6 % сельскохозяйственных угодий.

## Испания
В Испании во время гражданской войны с 1936 по 1939 годы части территорий были коллективизированы не на государственном уровне, а под властью анархистов и коллективным самоуправлением. Степень реализации коллективизации значительно варьировались от региона к региону. В провинции Хаэн было коллективизировано 65 % полезной площади, в провинции Валенсия — 14 %.
Степень коллективизации известна лишь приблизительно. В 1936—1937 республиканцы утверждали, что было сформировано 1500 коллективов, а на август 1938 года их было 2213. Также утверждают, что 3 миллиона испанцев пострадали от коллективизации.

## Израиль
В Израиле (а ранее в Османской Палестине) фактически не происходило объединение обособленных сельхозпроизводителей, то есть не было собственно процесса коллективизации. Но там само становление сельского хозяйства опиралось именно на коллективную собственность, коллективный труд, коллективное распределение и потребление.
Особенностью Израиля стало создание сельского хозяйства в очень трудных условиях. Почти полное отсутствие пригодных для сельскохозяйственного использования земельных участков в сочетании с небольшим количеством средств у переселенцев диктовало очень жёсткие производственные условия.
Бедуины регулярно совершали набеги на фермы и населённые пункты. Повреждение ирригационных каналов и сжигание посевов также были обычным явлением. Коллективная жизнь была просто наиболее логичным способом обеспечить безопасность. Занимались этим люди, которые до этого чаще всего не были земледельцами. Прибывавшая в 1904—1914 годах молодёжь из Европы была воодушевлена как идеей национального возрождения еврейского народа на его исторической родине, так и социальными идеями, сочетавшими социализм с социально-этическими взглядами библейских пророков.
Кибуцы, основанные на принципе коллективного владения имуществом и средствами производства, отказе от наёмного труда, равенства в работе и потреблении, стали ответом как на экономические, так и на идеологические запросы поселенцев.
К 1950 году в Израиле действовало 214 кибуцев, в которых проживало 66 708 человек (4.9 % населения страны).
Разветвлённая сеть кибуцев сыграла важную роль в создании за короткий срок класса еврейских земледельцев, способных обеспечить население необходимыми сельскохозяйственными продуктами. В пустынной местности появилось высокопродуктивное сельское хозяйство, не уступающее по уровню хозяйствам развитых стран с многовековой земледельческой традицией.
Хотя количество кибуцев и численность проживающего в них населения постепенно снижаются, но и сегодня кибуцы играют заметную роль. В 2010 году на их долю приходилось 40 % сельскохозяйственной продукции Израиля.

## Другие страны
- Китай: 1958—1985
- Польша: 1948—1956